# 샌 다스 볼라스
샌 다스 볼라스(Xan das Bolas, 1908년 10월 30일 ~ 1977년 9월 13일)는 스페인의 배우, 영화배우, 텔레비전 배우이다.
라코루냐에서 태어났으며 마드리드에서 사망하였다.

## 영화
- 이상한 여행 (1964년)
- 엘 버두고 (1963년)
- 집행자 (1963년)
- 사인 오브 조로 (1963년)
- 조로의 그림자 (1962년)
- 자랑과 정열 (1957년)